# Hansenia forbesii
Hansenia forbesii är en växtart i släktet Hansenia och familjen flockblommiga växter. Arten är en perenn ört som förekommer i norra och centrala Kina.